# 1924年シャモニー・モンブランオリンピックのノルウェー選手団
1924年シャモニー・モンブランオリンピックのノルウェー選手団（1924ねんシャモニー・モンブランオリンピックのノルウェーせんしゅだん）は、1924年1月25日から2月5日までフランスのシャモニーで開催された1924年シャモニー・モンブランオリンピックのノルウェー選手団、およびその競技結果。

## 概要
今大会は、金メダル4個、銀メダル7個、銅メダル6個、計17個のメダルを獲得した。
トルライフ・ハウグはクロスカントリースキーとノルディック複合という異なる競技で金メダルを獲得した。

## メダル
| メダル | 選手名                         | 競技                   | 種目       |
| ------ | ------------------------------ | ---------------------- | ---------- |
| 金     | トルライフ・ハウグ             | クロスカントリースキー | 男子18km   |
| 金     | トルライフ・ハウグ             | クロスカントリースキー | 男子50km   |
| 金     | トルライフ・ハウグ             | ノルディック複合       | 男子個人   |
| 金     | ヤコブ・チューリン・タムス     | スキージャンプ         | 男子       |
| 銀     | ヨハン・グロットムスブローテン | クロスカントリースキー | 男子18km   |
| 銀     | トラルフ・ストロームスタット   | クロスカントリースキー | 男子50km   |
| 銀     | トラルフ・ストロームスタット   | ノルディック複合       | 男子個人   |
| 銀     | ナルヴェ・ボンナ               | スキージャンプ         | 男子       |
| 銀     | オスカー・オルセン             | スピードスケート       | 男子500m   |
| 銀     | ロアルト・ラルセン             | スピードスケート       | 男子1500m  |
| 銀     | ロアルト・ラルセン             | スピードスケート       | 男子総合   |
| 銅     | ヨハン・グロットムスブローテン | クロスカントリースキー | 男子50km   |
| 銅     | ヨハン・グロットムスブローテン | ノルディック複合       | 男子個人   |
| 銅     | ロアルト・ラルセン             | スピードスケート       | 男子500m   |
| 銅     | シグルト・モーエン             | スピードスケート       | 男子1500m  |
| 銅     | ロアルト・ラルセン             | スピードスケート       | 男子5000m  |
| 銅     | ロアルト・ラルセン             | スピードスケート       | 男子10000m |